# So. Central Rain (I'm Sorry)
"So. Central Rain (I'm Sorry)" é uma música da banda de rock alternativo americana R.E.M.. Foi lançada em Maio de 1984 e foi o primeiro single do segundo álbum de estúdio da banda, Reckoning, lançado em 1984. Foi o segundo single da banda a conseguir uma posição na Billboard Hot 100, alcançando a 85ª posição. A banda chegou a tocar esta música no programa Late Night with David Letterman em 1983.

## Videoclipe
O vídeo foi dirigido por Howard Libov e exibido pela primeira vez em junho de 1984 e apresenta os membros da banda tocando seus instrumentos por trás de telas brancas em uma outra sala vazia com Michael Stipe cantando em primeiro plano. Stipe se recusou a usar sincronia labial para a música. O guitarrista Peter Buck disse: Tocamos uma gravação da faixa e o resto de nós fingiamos, mas Michael insistiu em cantar com um novo vocal para torná-lo mais real para ele.

## Faixas

### "7" Single
1. "So. Central Rain (I'm Sorry)" - 3:16
2. "Walter's Theme"/"King of the Road" (Roger Miller) - 4:44

### "12" single
1. "So. Central Rain (I'm Sorry)" - 3:16
2. "Voice of Harold" - 4:25
3. "Pale Blue Eyes" (Lou Reed) - 2:54

## Posição nas paradas musicais
| Parada (1984)                      | Melhor posição |
| ---------------------------------- | -------------- |
| Estados Unidos (Billboard Hot 100) | 85             |